# Capasa baenzigeri
Capasa baenzigeri là một loài bướm đêm trong họ Geometridae.